# Rio Cameras
Il Rio Cameras è un torrente del Trentino, ed uno dei corsi d'acqua, insieme con l'Adige, che attraversa il comune di Mori. Scorre per una lunghezza di 10.3 km, ed ha una portata modesta.

## Descrizione
Il rio nasce dal lago di Loppio, di cui è emissario.
Dopo aver attraversato la pianura omonima "del Cameras", si immette nel lato destro dell'Adige dopo essere passato al di sotto del canale che imbriglia parte del flusso del fiume.
Il bacino idrografico del Rio Cameras copre una superficie totale di 2.3 km².